# Oswaldina icarahyensis
Oswaldina icarahyensis är en svampart som beskrevs av Rangel 1921. Oswaldina icarahyensis ingår i släktet Oswaldina och familjen Phyllachoraceae.   Inga underarter finns listade i Catalogue of Life.